# Louis-Michel Letort de Lorville
Louis-Michel Letort de Lorville (Saint-Germain-en-Laye, 9 settembre 1773 – Charleroi, 17 giugno 1815) è stato un generale francese.
Grazie al valore dimostrato nella Battaglia di Maloyaroslavets fu nominato Generale di brigata il 30 gennaio 1813, successivamente divenne aiutante di campo di Napoleone. Si distinse nella Battaglia di Montmirail e per meriti ottenne la nomina a Generale di divisione.
Durante i Cento Giorni, il generale Letort offrì i suoi servigi a Napoleone, che  accettò e lo mise al comando dei dragoni della Guardia Imperiale. Fu ferito mortalmente in battaglia con una pallottola allo stomaco e morì due giorni dopo.  Il suo nome è inciso sulla parete nord del Arc de Triomphe.

## Fonti
- "Louis-Michel Letort de Lorville", in Charles Mullié, Biographie des célébrités militaires des armées de terre et de mer de 1789 à 1850, 1852